# サビウム
サビウム（Sabium、Sabum）は、古代メソポタミアの都市国家・バビロン第1王朝の王。
在位期間は低年代説によると紀元前1781年から紀元前1767年。

## 略歴
バビロン第1王朝のアムル人の王。サビウムはバビロンの町を含む誕生したばかりで小規模なアムル人の国を、紀元前1781年頃から紀元前1767年頃まで統治していた。
サビウムはバビロンそのものの王権を主張しておらず、バビロンが彼の子孫であるハンムラビの下で大都市になるまでにはまだ成長していなかったことを示唆している。